# Megachile grisea
Megachile grisea är en biart som först beskrevs av Fabricius 1794.  Megachile grisea ingår i släktet tapetserarbin, och familjen buksamlarbin. Inga underarter finns listade i Catalogue of Life.